# 香川オリーブガイナーズ
香川オリーブガイナーズ（かがわオリーブガイナーズ、Kagawa Olive Guyners）は、プロ野球独立リーグ・四国アイランドリーグplusに所属する香川県の野球チーム。2005年加盟。略称「香川OG」。

## 概要

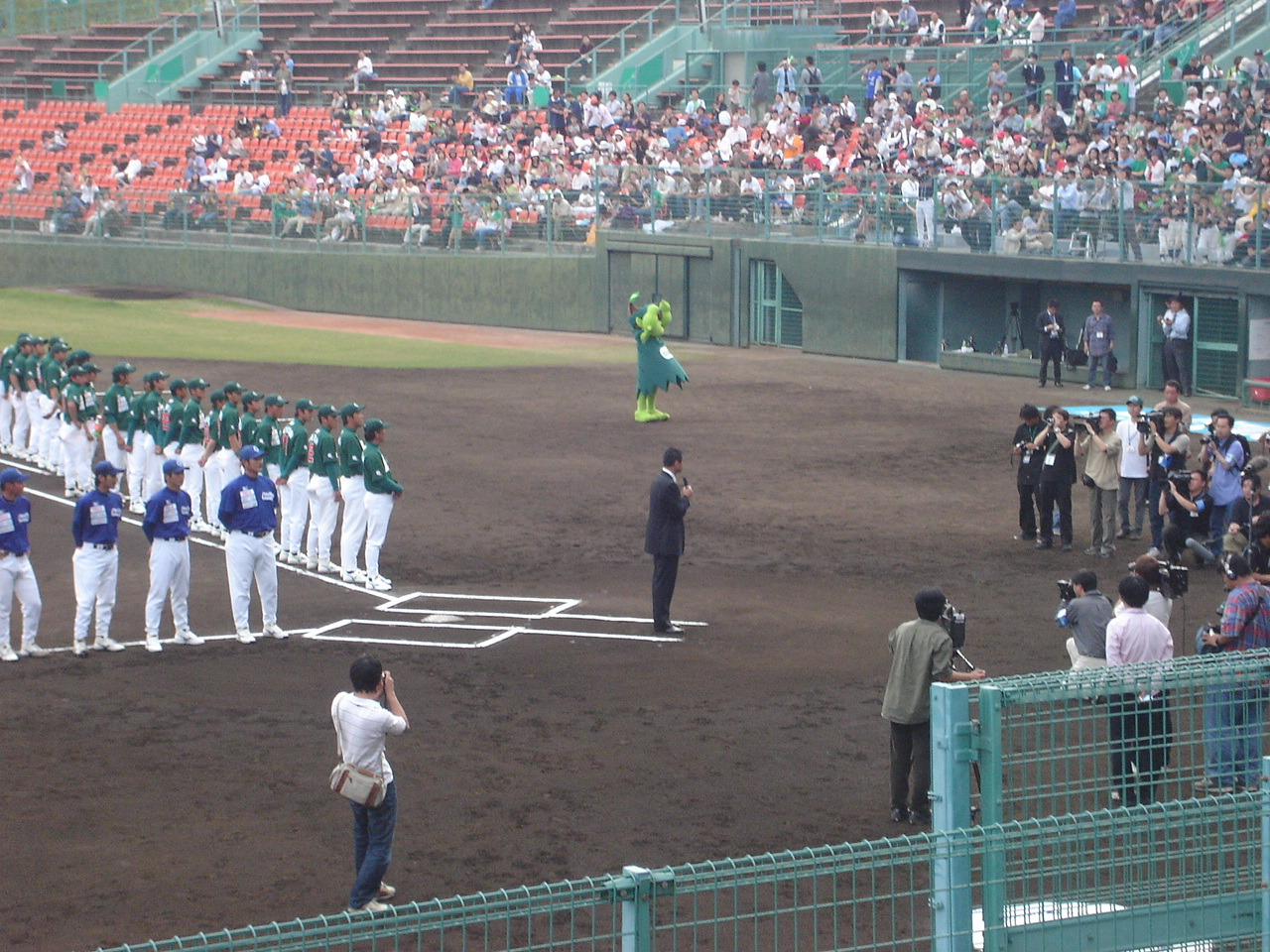
2005年地元開幕戦

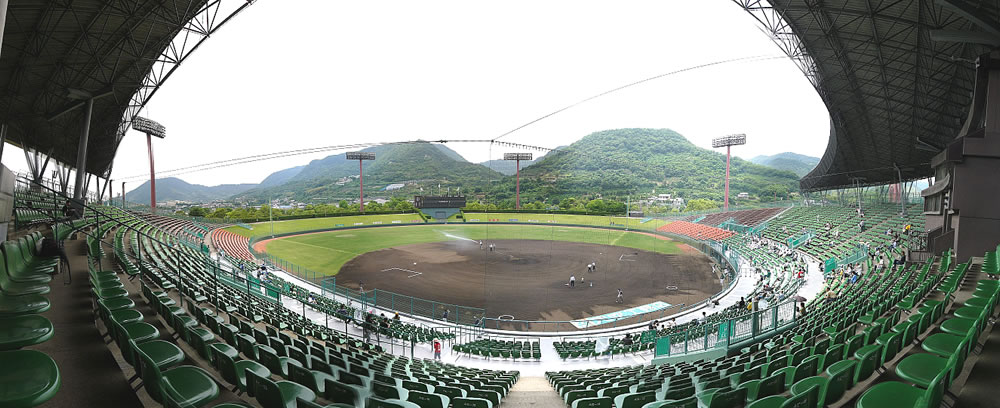
本拠地・香川県営野球場（レクザムスタジアム
フィールド・スタンド全景）

チーム名は香川県の木・オリーブと讃岐弁の「強い」を意味する「がいな」を組み合わせて命名された。チームカラーはオリーブ色（緑）。リーグ発足2年目から3年連続して年間総合優勝を達成した。また、グランドチャンピオンシップで連覇を達成したのは、シリーズが四国アイランドリーグplusとベースボール・チャレンジ・リーグの優勝チームのみでの開催だった2019年以前では唯一だった（3つ以上のリーグによるトーナメント制に変更されてから、火の国サラマンダーズが連覇を達成した）。
NPBの二軍や社会人野球チーム（JR四国・アークバリア・NOMOベースボールクラブなど）、大学硬式野球チーム（2016年から）との練習試合（交流戦）も行われている。
2017年終了時点で、過去にNPBドラフト指名を受けた選手はリーグ最多（23人）であった。2006年から2016年までは11年連続で指名者を輩出した。しかし、2019年を最後に指名者がない状態が続いており、累計の指名者数は2023年に徳島インディゴソックスに逆転された。

## スタジアム
※2024年の開催試合数は、福岡ソフトバンクホークス三軍との交流戦4試合を含む。開催試合数の出典はリーグ公式ウェブサイトの試合日程/結果による。

### 本拠地
- 香川県営野球場（レクザムスタジアム、ナイター開催可能、2024年14試合）
  - ナイターでは、周辺の漁港の漁の妨げにならないように配慮して、外野・ライト側の照明は落としている（他の照明は点灯。NPBの試合では全部点灯している）。
  - リーグ創設以来、毎年20試合以上を開催してきたが、2015年は丸亀市民球場の使用開始に伴い、16試合（公式戦14試合、交流戦2試合）となった。2016年も19試合で最多であったが、2017年は15試合で初めて丸亀を下回った。2018年から2021年までは再び最多となった。2022年は丸亀の19試合に対して9試合と10試合下回った[6][7]。2023年は主催34試合中16試合と2年ぶりに最多となった[8][9]。
  - ポストシーズンは、2014年以前は2010年のグランドチャンピオンシップ（試合日に高校野球秋季大会を開催）を除く全試合を実施していた。2015年および2017年、2018年のリーグチャンピオンシップ、2018年のグランドチャンピオンシップは2試合中1試合となった。2021年のリーグチャンピオンシップは予定された2試合（実施は1試合）とも当球場だった[10]。

### 準本拠地
- さぬき市志度総合運動公園野球場（ナイター不可、2024年11試合）
- 観音寺市総合運動公園野球場（ナイター不可、2024年は開催なし）

この2球場は2008年までは全国高等学校野球選手権香川大会でレクザムスタジアムを使用する時期（7・8月）が中心であった。2009年からは「ファンの要望」により、その他の月にもこれらの球場での試合が開催されるようになった。丸亀市民球場が加わり、リーグ戦期間が短縮された2015年は4月・5月と9月に、2016年は4月と8月・9月に、2017年および2018年は5月と9月に、2019年は5月・7月と9月に開催されている。2020年は志度では開催がなかった。2021年も当初予定になかったが、雨天中止の振替1試合が実施された。2022年は後期の7月に志度で4試合、観音寺で2試合が実施された。2023年の日程では志度は4月と7月に、観音寺は6月に設定され、志度については雨天振替により5月と6月にも開催された。2024年の日程では、観音寺では公式戦・定期交流戦の開催がなく、非公式戦扱いのソフトバンク4軍との交流戦2試合のみだった。過去には2010年のグランドチャンピオンシップを志度総合運動公園野球場で開催している。
- 丸亀市民球場（レクザムボールパーク丸亀[注釈 3]、2024年9試合）

2015年3月1日にオープンし、3月14日に「プレオープニングゲーム」として徳島インディゴソックスとのオープン戦を実施、3月15日に「オープニングゲーム」として石川ミリオンスターズとの交流戦が開催された。公式戦は4月12日の愛媛戦が初試合となり、2015年は公式戦12試合（ソフトバンク三軍との交流戦2試合を含む）のほか、リーグチャンピオンシップ1試合（第2戦）を開催した。2016年は11試合（ソフトバンク三軍・巨人三軍との交流戦6試合を含む）を開催し、特に交流戦は7試合中6試合が丸亀となった。2017年は当初日程では15試合だったが、観音寺で雨天中止となった1試合を振り替えた結果16試合となり、初めてレクザムスタジアムを上回った。この年もリーグチャンピオンシップ1試合を開催している。2018年はリーグ戦（交流戦含む）14試合でリーグチャンピオンシップとグランドチャンピオンシップも各1試合を開催した。前記の通り、2022年度は19試合と最多の試合を実施した。
その他の開催球場
- 岡山県野球場（2015年以降開催なし）

2011年8月14日に福岡ソフトバンクホークス三軍との交流戦1試合がおこなわれた。2013年は5月18日と7月13日にリーグ公式戦2試合が、2014年は7月12日に公式戦が開催された。2015年以降は開催がない。

### スタジアムの雰囲気
2008年より、レクザムスタジアムをはじめとするガイナーズのホームスタジアムを“ガイナーズボールパーク”として、コンコースにフードコートやコンビニエンスストア、インターネット設備を導入。選手紹介ボードを設置して、より楽しめる空間を目指している。また、会場に飲食物を持ち込むことは禁止されている。（ただし、病気などの理由で食事制限が必要な人は飲食物の持ち込み可。）
スタジアムDJがおり、客席を回って観客に直接インタビューするなど、NPBとは異なる演出で行う。DJは初代は藤澤翼が務めていた。2025年時点ではフリーアナウンサーの福島敬紘（Baseball Planning所属）が担当している。5回裏終了後には観客参加型イベントも開催。客席からグラウンドに置かれたバケツに向けて予め渡されたボールを投げ、入れば商品がもらえる「サタデーシューティング」や「大玉転がし」・「ポスタークイズ」など。またレクザムスタジアムでの試合では、MLBのようなオルガン演奏も試合中に行われる。

## 成績

### シーズン
| 年度 | 期 | 監督     | 順位 | 試合 | 勝利 | 敗戦 | 引分 | 勝率 | ゲーム差 | 打率 | 防御率 | 本塁打 |
| ---- | -- | -------- | ---- | ---- | ---- | ---- | ---- | ---- | -------- | ---- | ------ | ------ |
| 2005 | 全 | 芦沢真矢 | 3    | 89   | 36   | 41   | 12   | .468 | 10.0     | .223 | 2.00   | 15     |
| 2006 | 前 | 芦沢真矢 | 2    | 45   | 22   | 18   | 5    | .550 | 5.0      | .261 | 2.04   | 36     |
| 2006 | 後 | 芦沢真矢 | 1    | 44   | 29   | 11   | 4    | .725 | 5.5(注1) | .261 | 2.04   | 36     |
| 2007 | 前 | 西田真二 | 1    | 45   | 27   | 10   | 8    | .730 | 7.0(注1) | .259 | 1.89   | 40     |
| 2007 | 後 | 西田真二 | 1    | 45   | 28   | 13   | 4    | .683 | 3.0(注1) | .259 | 1.89   | 40     |
| 2008 | 前 | 西田真二 | 1    | 40   | 26   | 10   | 4    | .722 | 5.0(注1) | .264 | 2.52   | 31     |
| 2008 | 後 | 西田真二 | 3    | 40   | 20   | 16   | 4    | .555 | 2.5      | .264 | 2.52   | 31     |
| 2009 | 前 | 西田真二 | 2    | 40   | 21   | 16   | 3    | .568 | 2.5      | .257 | 3.20   | 42     |
| 2009 | 後 | 西田真二 | 2    | 40   | 20   | 15   | 5    | .571 | 2.5      | .257 | 3.20   | 42     |
| 2010 | 前 | 西田真二 | 1    | 38   | 23   | 9    | 6    | .719 | 0.5(注1) | .271 | 2.92   | 52     |
| 2010 | 後 | 西田真二 | 1    | 38   | 25   | 11   | 2    | .694 | 2.0(注1) | .271 | 2.92   | 52     |
| 2011 | 前 | 西田真二 | 3    | 32   | 13   | 17   | 2    | .433 | 9.0      | .291 | 3.70   | 45     |
| 2011 | 後 | 西田真二 | 1    | 32   | 19   | 9    | 4    | .629 | 1.5(注1) | .291 | 3.70   | 45     |
| 2012 | 前 | 西田真二 | 1    | 40   | 25   | 10   | 5    | .714 | 4.5(注1) | .251 | 2.58   | 27     |
| 2012 | 後 | 西田真二 | 2    | 40   | 21   | 14   | 5    | .600 | 1.0      | .251 | 2.58   | 27     |
| 2013 | 前 | 西田真二 | 1    | 40   | 22   | 14   | 4    | .611 | 2.5(注1) | .243 | 3.02   | 36     |
| 2013 | 後 | 西田真二 | 3    | 40   | 16   | 21   | 3    | .432 | 10.0     | .243 | 3.02   | 36     |
| 2014 | 前 | 西田真二 | 2    | 40   | 22   | 14   | 4    | .611 | 0.0(注2) | .244 | 3.73   | 33     |
| 2014 | 後 | 西田真二 | 4    | 40   | 13   | 24   | 3    | .351 | 11.5     | .244 | 3.73   | 33     |
| 2015 | 前 | 西田真二 | 1    | 34   | 21   | 9    | 4    | .700 | 7.0(注1) | .259 | 2.65   | 42     |
| 2015 | 後 | 西田真二 | 3    | 34   | 11   | 17   | 6    | .393 | 10.0     | .259 | 2.65   | 42     |
| 2016 | 前 | 西田真二 | 3    | 31   | 13   | 18   | 0    | .419 | 7.5      | .257 | 3.09   | 13     |
| 2016 | 後 | 西田真二 | 2    | 34   | 15   | 13   | 6    | .536 | 1.0(注3) | .257 | 3.09   | 13     |
| 2017 | 前 | 西田真二 | 3    | 34   | 13   | 18   | 3    | .419 | 8.5      | .248 | 3.58   | 13     |
| 2017 | 後 | 西田真二 | 1    | 31   | 15   | 13   | 3    | .536 | 0.5(注1) | .248 | 3.58   | 13     |
| 2018 | 前 | 西田真二 | 1    | 36   | 23   | 9    | 4    | .719 | 5.5(注1) | .276 | 2.96   | 11     |
| 2018 | 後 | 西田真二 | 4    | 30   | 10   | 17   | 3    | .370 | 6.0      | .276 | 2.96   | 11     |
| 2019 | 前 | 西田真二 | 3    | 34   | 13   | 17   | 4    | .433 | 4.0      | .245 | 3.19   | 8      |
| 2019 | 後 | 西田真二 | 2    | 36   | 17   | 16   | 3    | .515 | 1.0      | .245 | 3.19   | 8      |
| 2020 | 全 | 近藤智勝 | 3    | 76   | 31   | 34   | 11   | .477 | 4.0      | .247 | 2.73   | 7      |
| 2021 | 前 | 近藤智勝 | 1    | 34   | 22   | 9    | 3    | .710 | 3.0(注1) | .274 | 3.25   | 17     |
| 2021 | 後 | 近藤智勝 | 2    | 33   | 15   | 15   | 3    | .500 | 7.0      | .274 | 3.25   | 17     |
| 2022 | 前 | 近藤智勝 | 2    | 34   | 16   | 14   | 4    | .533 | 1.0      | .220 | 3.26   | 23     |
| 2022 | 後 | 近藤智勝 | 3    | 34   | 14   | 17   | 3    | .452 | 5.0      | .220 | 3.26   | 23     |
| 2023 | 前 | 近藤智勝 | 4    | 34   | 12   | 19   | 3    | .387 | 7.0      | .222 | 4.33   | 6      |
| 2023 | 後 | 近藤智勝 | 4    | 34   | 7    | 23   | 4    | .233 | 12.0     | .205 | 3.68   | 6      |
| 2024 | 前 | 岡本克道 | 4    | 34   | 10   | 22   | 2    | .313 | 14.5     | .239 | 5.66   | 8      |
| 2024 | 後 | 岡本克道 | 4    | 34   | 7    | 25   | 2    | .219 | 18.0     | .230 | 5.55   | 12     |

※金地は優勝
- 注1：2位とのゲーム差
- 注2：優勝した徳島と同率。直接対戦成績の優劣により2位
- 注3：高知と同率。直接対戦成績の優劣により2位

### リーグチャンピオンシップ
- 2006年 - 総合優勝（3勝1敗：対戦は高知）
- 2007年 - 総合優勝（2勝0敗：対戦は愛媛）※前後期制覇のため、1勝のアドバンテージがあり2勝で優勝。
- 2008年 - 総合優勝（3勝0敗：対戦は愛媛）
- 2010年 - 総合優勝（2勝0敗：対戦は高知）※前後期制覇のため、1勝のアドバンテージがあり2勝で優勝。
- 2011年 - 1勝3敗（対戦は徳島）
- 2012年 - 総合優勝（3勝0敗：対戦は愛媛）
- 2013年 - 0勝3敗（対戦は徳島）
- 2015年 - 2勝3敗（対戦は愛媛）
- 2017年 - 1勝3敗（対戦は徳島）
- 2018年 - 総合優勝（3勝1敗：対戦は愛媛）
- 2021年 - 総合優勝（2勝0敗：対戦は高知）

### グランドチャンピオンシップ
- 2007年 - 優勝（3勝1敗：対戦は石川）
- 2008年 - 優勝（3勝2敗：対戦は富山）
- 2010年 - 優勝（3勝1敗：対戦は石川）
- 2012年 - 0勝3敗（対戦は新潟）
- 2018年 - 0勝1分3敗（対戦は群馬）

2007年・2008年・2012年は香川県営野球場で開催された。
2010年は、秋季高校野球四国大会と日程が重なったため、さぬき市志度総合運動公園野球場で開催された。丸亀市民球場オープン後初の出場となった2018年は、レクザムと丸亀で1試合ずつ開催された。

### 定期交流戦・ソフトバンク杯
- 2011年 - 優勝（3勝4敗1分）
- 2012年 - 優勝（5勝2敗1分）
- 2013年 - 4位（3勝4敗1分）
- 2014年 - 4位（2勝5敗1分）
- 2015年 - 優勝（5勝2敗1分）
- 2016年 - 2位（6勝2敗）
- 2017年 - 3位（5勝3敗）
- 2018年 - 2位（3勝3敗2分）
- 2019年 - 3位（2勝6敗）
- 2020年 - 2位（1勝2敗1分）
- 2021年 - 2位（2勝2敗3分）
- 2022年 - 2位（4勝4敗）
- 2023年 - 3位（1勝6敗1分）
- 2024年 - 4位（0勝8敗）

福岡ソフトバンクホークス三軍との定期交流戦であり、ソフトバンク三軍戦のみで最も高い勝率をあげたチームが優勝となる。2015年度・2016年度はいずれも愛媛マンダリンパイレーツと同勝率であったが、リーグ規定（得失点差の優劣）により、2015年は香川、2016年は愛媛の優勝となった。2017年についても徳島と同率であったが、得失点差により3位となった。

## 歴史

### 2005年（1年目）
- 発足時の監督は芦沢真矢、コーチは加藤博人と森博幸であった[26]。
- 1年目である2005年のシーズンは、投手を軸とした守りのチームとして戦った。投手では、先発の伊藤秀範・捻金孝行、ストッパーの松尾晃雅がリーグ防御率の上位に入り、伊藤は最多勝利、松尾は最優秀防御率のタイトルを獲得[27]。しかし攻撃面はチーム打率.223と貧打にあえぎ、3位に終わった。なお、10月15日の対愛媛戦（松山中央公園野球場）が雨天中止となり、代替試合を実施しなかったため、89試合でシーズンを終了している[28]。

### 2006年（2年目）
- 3月1日付でリーグ直営からIBLJ全額出資の香川オリーブガイナーズ株式会社に運営が移管され[29]、7月までに徳島県の企業であるS.R.Dが全株式を取得した[30]。
- このシーズンは堂上隼人を筆頭に長打力のある打者を戦力補強して得点力を上げた[31]。また、入団2年目の選手も新加入選手との激しいポジション争いで力をつけた。投手陣では、入団2年目の深沢和帆がリーグを代表する左腕投手に成長した[31]。前期は、5月に入って投打が咬み合い8連勝し、一時は高知ファイティングドッグスから首位を奪ったが[32]、その後は高知との直接対決で勝つことができず、前期優勝を逃した。
- 後期はチーム状況が好転し、序盤から勝ち星を重ね、首位を独走した[31]。期待されていた主砲の森田丈武が復活して、堂上とともにホームランを量産し、相手投手の脅威となった。この二人とクリーンアップを組んだ若林春樹もチャンスで活躍し、チームの勝利に貢献した。投手陣は先発ローテーションに金城佳太、塚本浩二が入り、層が厚くなり、夏場の連戦をうまく乗りきることができた。後期の終盤に入り、高知が猛追したが、香川は首位をキープした。9月24日の対愛媛戦に勝ち、後期優勝を達成した[31]。前年同様、雨天中止となった対高知戦1試合の代替試合を実施せず、44試合で後期を終了した[33]。個人タイトルは堂上が本塁打王、首位打者の二冠を獲得し、深沢が最優秀防御率を獲得した。
- リーグチャンピオンシップは前期優勝の高知との対決となった。ビジターでの第1、2戦に連勝して勢いをつけ、3勝1敗で勝利し、年間総合優勝を達成した[34]。
- 10月26日、監督の芦沢真矢とコーチの森博幸が退任することを発表[35]。10月27日、新監督として前愛媛監督の西田真二、新コーチとして前徳島コーチの柳田聖人がそれぞれ1年ぶりにリーグに復帰することが決まる[36]。
- 11月21日に行われたドラフト会議で深沢が読売ジャイアンツからドラフト5巡目で、伊藤は東京ヤクルトスワローズから育成選手ドラフトで指名を受けた。

### 2007年（3年目）
- この年は深沢・伊藤が抜けた投手陣の補強が懸念されたが、前期は広島東洋カープより加入した天野浩一が中心となり、松尾晃雅・塚本浩二の3人で先発ローテーションを確立させた[37]。打撃陣も前年に引き続き、堂上隼人・近藤智勝・森田丈武で強力なクリーンアップを形成するとともに[37]、盗塁を増やして機動力を充実させた。これらの投打がかみ合い、5月2日に首位に立つと一度も譲らず、6月24日の高知戦に勝って二期連続となる初の前期優勝を達成した[37]。
- 後期は天野がリリーフに回り、それまでリリーフだった橋本亮馬が先発陣に加わった[38]。また、千葉ロッテマリーンズから加入した小林亮寛が主に中継ぎで起用された[38]。前期とは一転して、愛媛（一時は高知も）と激しい首位争いをする展開になった[38]。この間、柳田コーチが体調不良で休養・退団するアクシデントにも見舞われたが[39]、8月下旬以降は首位をキープし、9月28日の愛媛戦に勝利して3期連続となる優勝が決まった[40]。前後期制が導入されてから、同じ年度の前後期をともに制した最初のチームとなった。観客動員は7万1634名（1試合平均1592名）を記録し、総数ではリーグ記録を更新した[41]。
- 年間2位の愛媛との対戦となったリーグチャンピオンシップでもシーズン中の勢いをそのまま持ち込み、2勝0敗（リーグ戦の前後期とも完全制覇達成の場合は1勝分のアドバンテージがあるため、実質3連勝扱い）で2年連続の総合優勝を達成した[42]。四国アイランドリーグ史上初のリーグ戦前後期と合わせた年間完全優勝となった。
- 10月28日、石川ミリオンスターズとの間で行われたグランドチャンピオンシップを3勝1敗で制し、独立リーグの初代日本一となった[43]。
- 11月19日に行われたドラフト会議で三輪正義が東京ヤクルトスワローズから6巡目で指名を受け、チームから2年連続で指名者を輩出することになった。

### 2008年（4年目）
- 1月22日、昨シーズン途中で退任した柳田コーチの後任に、前信濃グランセローズコーチの勝呂壽統が就任することが決まった[44]。
- リーグ拡張に合わせて、他の四国3球団とともにユニホームのデザインを変更した[45]。
- 2008年3月29日、松尾晃雅がメジャーリーグのボストン・レッドソックスとマイナー契約を結んだことを発表[46]。リーグからメジャーリーグ機構の球団に進む最初の選手となった。
- 野手を中心に前年の主力選手がほぼ残留し、松尾・天野・小林が抜けた投手陣も塚本浩二・金子圭太・橋本亮馬で先発を形成[47]。前期は新旧の戦力がかみ合って開幕から8連勝して独走し[48]、6月18日の高知戦に勝利して4期連続となる前期優勝を達成した[47]。打撃や走塁による得点力で他チームを圧倒した。後期は育成のため若手主体のオーダーを組んだ7月は貧打にあえぎ、長崎セインツに3試合連続で完封負けを喫したこともあった[49]。8月に入って6連勝をマークして徐々に調子を上げ[50]、9月上旬には首位に0.5ゲーム差まで接近した[51]。愛媛・高知・福岡と激しい首位争いを繰り広げ、終盤まで踏みとどまったが、愛媛にビジターで勝てなかったことなどが響いて3位に終わり、半期の連覇は4でストップした。愛媛が優勝を決めた試合の相手チームとなっている[52]。個人タイトルでは森田丈武が2年連続で本塁打・打点の2冠王を獲得した。
- 2年連続で愛媛との対戦となった2008年チャンピオンシップでは、第2戦で一打逆転サヨナラ負けのピンチをしのいで敵地で連勝したことで流れを引き寄せ[53]、3戦全勝で3年連続の総合優勝となった[54]。チャンピオンシップでは2006年の第4戦から3年越しで6連勝となった。
- 2年連続の出場となったグランドチャンピオンシップは富山サンダーバーズと対戦。ホームでの最初の2試合に連勝後、ビジターとなった第3戦・第4戦は連敗してポストシーズンでは初めて相手に王手をかけられた[55]。第5戦も先制を許す苦しい展開だったが、9回に追いつき、グランドチャンピオンシップでは初となる延長戦を制して2年連続の独立リーグ日本一となった[56]。
- 10月30日のドラフト会議において、森田丈武が東北楽天ゴールデンイーグルスに、塚本浩二が東京ヤクルトスワローズに、生山裕人が千葉ロッテマリーンズに、堂上隼人が福岡ソフトバンクホークスにそれぞれ育成選手枠で指名された。3年連続の支配下登録枠での指名はならなかったが、4人の指名はチーム発足以来最多であった。
- 11月20日、発足以来投手コーチを務めた加藤博人が来シーズンから徳島のコーチへ就任することが発表された[57]。後任は前長崎コーチの岡本克道[57]。また、勝呂コーチも読売ジャイアンツのコーチに就任することとなった[58]。

### 2009年（5年目）
- 1月30日、野手コーチに中本和希の就任が決定[59]。
- 本年よりユニホームの帽子が、従来の緑一色からつばの部分のみ黄色に変更された。ただし、ヘルメットは従来のままである。
- 前期は高尾健太・福田岳洋が先発投手の軸となり[60]、西森将司が正捕手に定着した。打撃陣は近藤智勝に加えて、2年目の金井雄一郎と福岡より移籍した荒木康一でクリーンアップを構成した[61]。首位の長崎を追う展開となり、終盤には1ゲーム差まで迫ったが[62]、九州遠征で1勝もできなかったことが響き[63]、2位にとどまった。前後期制導入以降、2期連続して優勝を逃したのは初めてである。また、前年後期に続いて目前で相手の胴上げを見ることになった[64]。
- 後期はシーズン当初より上位につけ、何度か首位にもついたが、最後は高知に競り負けて前期に続いて2位に終わった。2006年以来続いていた総合優勝は3連覇でストップした。なお、後期も高知の優勝決定戦の相手となったため[65]、シーズンでの「目前での胴上げ」は3期連続となる。個人タイトルでは笠井要一が盗塁王を獲得した。
- 香川県出身の漫画家・寺嶋裕二の野球漫画『ダイヤのA』の主人公である沢村栄純が当シーズン限定のイメージキャラクターとして起用され、チームのユニホームをまとった姿でポスターや広告に登場した。
- 10月29日のドラフト会議で、福田岳洋が横浜ベイスターズより5位指名を受けた。チームからの指名者は4年連続で、支配下登録枠での指名は2年ぶりとなる。
- シーズン終了後、中本コーチは退任[66]。岡本コーチも横浜ベイスターズコーチへの就任が決まった[67]。後任の投手コーチには、選手として在籍経験のある地元出身の天野浩一が決まった[67]。チームで選手経験のあるコーチは初めてである。野手コーチについては、12月に元阪神タイガースの前田忠節の就任が決まった[68]。

### 2010年（6年目）
- 元NPBの前川勝彦・加登脇卓真や、復帰した伊藤秀範らを加えて積極的な補強をおこない、ベンチ入り枠（25人）を超える30人を保有することになった[69]。
- 前期は開幕から8連勝して快調な滑り出しを見せたが、5月に入って故障者が続出し、12連勝した高知に首位を奪われた[70]。その後徐々に追い上げて終盤に逆転[70]。リーグ史上初の「最終戦決戦」となった高知との試合を引き分けて4期ぶりとなる前期優勝を達成した[70]。後期も8月に首位に立つとそのまま譲らず、3年ぶりとなる前後期連覇を達成した[71]。個人タイトルは打撃部門は国本和俊が首位打者を獲得。投手陣は高尾健太が最多勝利・最多奪三振の2冠、前川勝彦が最優秀防御率、橋本亮馬が最多セーブとチームでタイトルを独占した。
- 年間勝率2位の高知との対戦となった2010年度チャンピオンシップは、2試合とも1点差で競り勝ち、2年ぶりの年間総合優勝を達成[72]。前後期と合わせた完全優勝は3年ぶりとなった。チャンピオンシップでの連勝記録は8に伸びた。
- 3年ぶりに石川との対戦となったグランドチャンピオンシップでは序盤のホームで連勝し[73]、3勝1敗で2年ぶりの優勝を遂げた[74]。
- 10月28日のドラフト会議で、大原淳也が横浜ベイスターズから7位、上野啓輔が東京ヤクルトスワローズから育成2位で指名され、2年連続で支配下枠での指名者を輩出した。
- この年、香川県庁が実施した県政世論調査の「地域密着型スポーツチーム」についての調査（20歳以上の県民3000人が対象で、有効回答1579人）では、カマタマーレ讃岐・高松ファイブアローズ・四国Eighty 8 Queen・香川アイスフェローズを加えた5チームの中で、認知度 (87.0%)・観戦経験者 (18.5%)ともトップであった[75]。

### 2011年（7年目）
- 前年オフに、発足初年度より続けてチームに在籍していた最後の選手である橋本亮馬・近藤智勝や、前主将の近藤洋輔といった3連覇を支えた選手が退団し、野手は若手中心の構成となった[76]。最大30人を擁した前年とは対照的に、ベンチ入り枠を下回る23人でスタートしたが[77]、前期は投手陣が十分な力を発揮できず、初年度以来の負け越しで3位に終わった。前期最終戦後の6月29日にチームの不振の責任を取る形で天野浩一コーチが辞任し、選手を引退した伊藤秀範が後任となった[78]。後期は前期の課題だった投手力が向上し[79]、開幕より優位にペナントレースを進めるが、9月に急追した徳島と首位争いを展開。「連敗すれば徳島の逆転優勝」となる最後の直接対決（ダブルヘッダー）を1勝1敗でしのぎ[80]、最終戦の三重戦に勝って2年連続の後期優勝を達成した[81]。個人タイトルは韓国出身のリ・ミョンファンが打点王、高尾健太が2年連続となる最多勝利と最多奪三振の二冠を獲得した。
- 当シーズンより、福岡ソフトバンクホークス三軍との定期交流戦・ソフトバンク杯が8試合組まれた。3勝4敗1分と負け越したが1位となり、ソフトバンク杯初代王者となった。
- 前期優勝の徳島との対戦となったリーグチャンピオンシップは、ホームの初戦に勝利したが2戦目で敗れ、2006年の第4戦以来続いていたリーグチャンピオンシップの連勝が9でストップした[82]。ビジターの3戦目以降も連敗し、ポストシーズンでは初めての敗退となった[83]。シーズン中からの徳島に対する弱さ（公式戦成績：4勝11敗1分）がそのまま続いた形になった。
- 当シーズンはイベントとして月刊コミックバーズで連載中の高校野球漫画『やきゅん』とコラボした「やきゅんの日」を開催した。これは作者の藤川努が、高松出身のため実現した[84]。
- 10月27日のドラフト会議で、冨田康祐が横浜ベイスターズから育成1位、西森将司が同じく育成2位、中村真崇が広島東洋カープから育成2位、亀澤恭平が福岡ソフトバンクホークスから育成2位で指名された。支配下登録枠の指名者はいなかったが、4人の指名は2008年と並ぶ過去最多である。

### 2012年（8年目）
- 前年オフに福岡ソフトバンクホークスコーチへの就任で退任した前田忠節コーチの後任として、元選手の近藤智勝が就任することが1月16日に発表された[85]。リーグでNPBへの在籍経験のないコーチは初めてである。
- 当シーズンより、日曜日限定で黄色ベースの新ユニホームを使用することになった[86]。リーグで複数のユニホームを併用するのは、徳島・高知に続き3球団目である。
- 前期は開幕から3連勝[87]、5月にも7連勝を記録して[88]首位を独走する形で2期連続となる前期優勝を果たした[89]。前期終了後の7月4日、前期に抑え投手として活躍したアレッサンドロ・マエストリがオリックス・バファローズに入団することが発表された。
- 後期は序盤に独走した愛媛を追う展開となり、8月に7連勝を挙げて愛媛と同率首位まで迫ったが、単独首位を奪うには至らなかった[90]。先に日程を終了した愛媛に対し、「シーズン最後の高知との2連戦（ダブルヘッダー）を連勝すれば逆転優勝」にまでこぎ着けたものの、最終戦に敗れて2年ぶりの前後期優勝はならなかった[91]。一方、前年に引き続いておこなわれたソフトバンク三軍との定期交流戦ソフトバンク杯（8試合）には、5勝2敗1分の成績で2年連続して優勝した。個人タイトルでは、水口大地が最多盗塁、広島東洋カープからの派遣選手である山野恭介が最多勝利、マエストリが途中退団ながら最多セーブを獲得した。
- 愛媛とのリーグチャンピオンシップは3勝0敗のストレートで制し、2年ぶりに年間総合優勝を達成した[92]。
- 10月25日のドラフト会議では、星野雄大が東京ヤクルトスワローズから5位で、水口大地が埼玉西武ライオンズから育成1位でそれぞれ指名を受けた。
- 2年ぶりの出場となったグランドチャンピオンシップは、初出場の新潟アルビレックス・ベースボール・クラブに0勝3敗のストレートで、初の敗退となった[93]。また前回までホームゲームは無敗であったが、ホームの初戦で敗退して記録が途切れた。

### 2013年（9年目）
- 前期は愛媛・徳島を追う展開となるが、5月末から1敗を挟んで2度の4連勝で抜き去り[94][95]、2年連続の前期優勝を達成した。先発の又吉克樹、抑えの酒井大介・田村雅樹らを中心とした投手力に、中盤より復調した打撃陣が加わっての逆転優勝だった[96]。
- 後期は、前期活躍した投手陣が疲労で不調となり、一転して苦しい戦いとなる[97]。徳島・愛媛に大きく負け越し、勝率5割を切る3位となった。2006年の2シーズン制導入後、前期優勝したチームが後期勝率5割未満・Bクラスとなるのはいずれも初めてである[注釈 6]。監督の西田は、前期優勝したことで後期は育成を主眼に置いて選手を入れ替えた面があることをシーズン終了後に述べている[98]。個人タイトルでは元阪神タイガースの桜井広大が打点・本塁打の二冠、投手陣は又吉が最多勝をそれぞれ獲得した。
- 2年ぶりの対戦となった徳島とのリーグチャンピオンシップは貧打やミスから初戦から3連敗を喫して敗退した[98][99]。未勝利での敗退は初めてである。また、徳島に対しては2011年に続く敗退で、前回の雪辱はならなかった。
- 10月24日のドラフト会議では、又吉が中日ドラゴンズから2位指名を受けた。2年連続で支配下枠での指名者を出すとともに、指名順位2位はリーグで過去最高である。

### 2014年（10年目）
- 前期は4月下旬から首位に立ち、4月から5月にかけて6連勝するなど[100]、優位にリーグ戦を進める。投手陣は故障者を抱えてのスタートだったが、BCリーグ新潟から移籍した寺田哲也や抑えとなった篠原慎平らの働きでしのぎ、新加入の主軸（中本翔太・長安駿作）がリーグトップの本塁打・打点を記録した打力が快進撃を支えた[101][102]。6月8日には優勝マジックが点灯[103]。いったんマジックは消滅したが、2位徳島との最終戦に勝って再点灯した[104]。しかし、その後の残り試合を徳島は負けずに先に全日程を終了。香川は前期最終となる愛媛戦に引き分け以上で優勝となるところ、完封負けを喫して徳島と同率となり、直接対戦成績で優位だった（香川の5勝6敗1分）徳島に優勝を譲ることとなった[105]。勝負所の終盤で打線が打てず、守備走塁面でも乱れがあったと監督の西田は述べている[102]。
- 後期は前期終盤からの打撃不振に苦しみ[106]、7月と8月に2度5連敗（それぞれ引き分けを含む）を記録して[107][108]、優勝争いから脱落。徳島が前後期優勝した場合に年間勝率2位でリーグチャンピオンシップ出場の可能性が残っていたが、8月末から9月にかけて8連敗を喫し[109]、その間の9月10日に消滅した[110]。高知との3位争いも、最終戦前に高知の単独3位が確定し[111]、半期ながら発足10年目にして初の最下位に終わった[112]。また年間通算の勝率が5割を下回るのは初年度以来となる。個人タイトルは、中本翔太が最多本塁打、寺田哲也が最多奪三振を獲得した。
- 10月23日のドラフト会議で、寺田哲也が東京ヤクルトスワローズから4位で、また篠原慎平が読売ジャイアンツから育成1位でそれぞれ指名を受けた[113]。支配下枠での指名は3年連続となる。

### 2015年（11年目）
- 4月に香川県で開催された日本野球連盟の第44回JABA四国大会に、独立リーグ球団として初めて参加した（予選リーグ3敗）[114]。
- 前期は4月に4連勝[115]、5月初旬に5連勝を記録し[116]、愛媛を抜いて首位に立つとそのまま譲らず、5月25日に4期ぶりとなる前期優勝を達成[117][118]。打撃陣は新加入の赤松幸輔や5年目の中川竜也ら新旧の戦力がかみ合い、投手陣ではドリュー・ネイラー、竹田隼人と中日からの派遣選手である川崎貴弘で先発ローテーションを固め、安定した強さを発揮した[117][118]。
- 6月5日、丸亀市原田町に丸亀事務所が開設された[119]。
- 7月13日、ネイラーが中日ドラゴンズに入団することが発表された[120]。シーズン中に所属外国人選手がNPBに移籍するのは、2012年のマエストリに次いで2例目となる。
- 後期は8月29日の時点で首位愛媛に1ゲーム差に迫ったが[121]、そのあとチームワースト記録となる9連敗（1引分を含む）を喫して後退[122]。高知と3位を争う形となり、最終戦の直接対決に勝利して3位を確保した[123]。「2年連続の後期最下位」や[123]「後期最下位の前期優勝チーム」（この時点で前例なし[注釈 7]）の不名誉は免れたものの、後期Bクラス・5割未満は3年連続となった。ネイラーの離脱や打撃不振が失速の原因であった[124]。監督の西田は連敗の要因を「連戦の疲れから、投打にバランスを失った」と述べ、後期に補強をおこなわなかったことで中継ぎ投手の負担が増えた点も挙げている[125]。個人タイトルでは大木貴将が首位打者と最多盗塁の二冠、松澤裕介が最多打点、中川竜也が最多本塁打と打撃部門のタイトルを独占した[126]。大木の「首位打者と最多盗塁」の二冠はリーグ史上初で、43盗塁は80試合時代に笠井要一が作ったチーム記録(41)を68試合で更新したものである[124]。
- 4度目の対戦となった愛媛とのリーグチャンピオンシップは、ホームの初戦にサヨナラ勝ちをおさめたが[127]、第2戦にミスから逆転負けを喫し[128]、チャンピオンシップでの対愛媛の連勝が9でストップする。ビジターで先に王手をかけられたあとに1勝を挙げて対戦成績タイまで持ち込んだものの[129]、最終戦に0-5と完敗して3年ぶりの年間総合優勝はならなかった[130][131]。チャンピオンシップで愛媛に敗退したのは初となる。
- 10月22日のドラフト会議で、松本直晃が埼玉西武ライオンズから10位で、また大木貴将が千葉ロッテマリーンズから育成1位で、赤松幸輔がオリックス・バファローズから育成2位で、松澤裕介が読売ジャイアンツから育成3位でそれぞれ指名を受けた[注釈 8]。4人の指名は4年ぶり3度目で最多タイとなる。また支配下枠指名者は4年連続となった。

### 2016年（12年目）
- 主力選手のNPB入団等でチームは若手主体となり、開幕前に監督の西田は育てながら勝つ「育成元年」を目標と表明した[133]。前期は4月中旬から5月1日まで7連敗を記録し[134]、優勝争いから大きく引き離される。前期のチーム打率はリーグトップながら本塁打・盗塁はいずれも最下位、失策もリーグワーストで、特に4月は投手陣も不調であった[135]。西田は「打の中心選手」が欠けていたと述べている[136]。5月中旬からは投打ともに回復し、終盤に8連敗を記録した高知をかわして3位で前期を終えた[135][136]。
- 後期は8月上旬から中旬にかけて5連勝を記録し、首位に立つ[137]。8月下旬に愛媛に連敗して首位を失うが[138]、各チームとも抜け出せずに一時は徳島も含めた3球団が1ゲーム差で競り合う状況になった[139]。後期開幕前に故障した中軸打者の宗雪将司を欠く中、投手は5年ぶりに復帰した冨田康祐に加え、岸本淳希（中日からの派遣選手）・太田圭祐の3人でリリーフ陣を形成し、失点を抑えて優勝争いに加わる原動力となった[140][141]。愛媛の優勝マジック点灯後も優勝の可能性は残り、最終戦となる9月15日の高知戦に勝つか引き分け、同日に開催される徳島対愛媛戦（愛媛の最終戦）に愛媛が敗れれば逆転優勝までこぎ着けた[142][143]。しかし、その最終戦に逆転負け、一方愛媛は引き分けて後期優勝を達成した[143][144]。愛媛が前後期優勝し、年間勝率2位は徳島となったことでリーグチャンピオンシップ出場もなしに終わった[144]。最終的に後期は高知と同勝率ながら直接対戦成績の優劣により単独2位となったが[145]、前後期通算の勝率は2年ぶりに5割を下回り（初年度に次ぐ低い数字）、リーグ発足以来初めて個人タイトル獲得者が出なかった[146]。
- 10月20日のドラフト会議で、松澤裕介が前年に続いて読売ジャイアンツから育成8位で指名された[147]。
- 11月16日、投手コーチの伊藤秀範が今シーズン限りで退任すると発表された[148]。

### 2017年（13年目）
- 1月26日、元東京ヤクルトスワローズ選手で前福島ホープスの江村将也が投手コーチに就任することを発表[149]。
- 2月2日、球団幹部人事の変更を発表。2009年1月から8年間社長を務めた川畑省三は会長となり、後任には三野環が就任した[150]。三野は外資系生命保険会社に勤務する39歳の女性（球団社長就任に伴い休職）で、リーグでは初の女性の球団社長となる[151][152]。
- 2017年シーズンより、リーグの他球団とともに、アンダーアーマー社による新デザインユニフォームに変更となった[153]。
- 前期は4月を終えた時点で5勝9敗3分と敗戦が先行した[154]。5月前半は復調し、5月20日の時点で2位高知に2ゲーム差まで迫ったが[155]、そのあと5連敗で後退[156]、最終的に3位であった[157]。経験の浅い若手選手が多く、失点がリーグワーストとなるなど守りでの弱さが響いた[157]。監督の西田は、新人に高卒選手の割合を増やしたことを挙げ、彼らを含めた1年目の選手が多かったことで「優勝を狙える戦いができなかったとはいえる」と述べている[158]。
- 後期は開幕前に愛媛からの移籍選手である吉田圭志や、中日からの派遣選手である浜田智博らの補強をおこなった。序盤先行した愛媛を追う形となり、9月10日に首位を奪う[159]。僅差での競り合いであったが首位を譲らず、9月20日に2年ぶりとなる後期優勝を達成した[160]。後期途中に加入したリチャードソンも含めた補強選手に加え、後期に7本塁打を放った稲垣将幸（登録名・クリス）ら既存選手の成長により戦力がアップした[160][161]。チーム防御率は前期の4.35から2.74に改善した[162]。個人タイトルは打撃部門でクリスが最多本塁打、岡村瑞希が最多盗塁、投手部門では原田宥希が最多奪三振をそれぞれ獲得し、2年ぶりにタイトルホルダーを輩出した[161]。年間での勝率は5割を下回り、半期優勝したチームとしてはリーグで初の事例となった[163]。
- 4年ぶりに徳島との対戦となったリーグチャンピオンシップは、第2戦に勝利して[164]チャンピオンシップでの徳島に対する連敗を7で止めたものの、打線が徳島の投手陣を十分打ち崩すことができず[165][166]、1勝3敗で5年ぶりの優勝を逃し[166]、徳島には3度続けての敗退となった。
- ドラフト会議での指名者はなく、連続指名は11年で途絶えた[167]。
- シーズン終了後の12月12日、投手コーチの江村将也が東京ヤクルトスワローズの打撃投手に就任することが決まり、1年で退任となった[168]。

### 2018年（14年目）
- 2018年3月7日、投手コーチとして元千葉ロッテマリーンズコーチの川崎憲次郎と7年ぶりの復帰となる天野浩一の就任を発表した[169]。川崎については「主に公式戦に合わせてチームに合流し、指導する」と報じられた[170]。
- 前年の主力選手がほぼ残留し、監督の西田は開幕前に「既存の選手の成績次第でスタートダッシュができるはず」「一人一人が能力を発揮すれば、優勝できるチームだと感じている」と述べていた[171]。その言葉に違わず4月は10勝を上げ、5月中旬からは高知の追い上げを受けながらも、チーム新記録となる10連勝（1分含む）を記録して首位を保ち、5月31日に2期連続となる前期優勝を達成した[172][173][174]。2期連続の半期優勝は、2011年後期・2012年前期以来6年ぶり。
- 後期は主力の野手に故障者が相次いでチーム力が低下し[175][176][177]、8月に4連敗[178]と3連敗[179]、さらに9月にかけて引き分けを挟む5連敗を記録して[180]、最下位となった[181]。半期最下位は2014年後期以来2度目で、前期優勝チームの後期最下位は前年の徳島に次いでリーグでは2例目となる。個人タイトルは打撃部門は妹尾克哉が首位打者、投手部門は原田宥希が最優秀防御率と最多セーブ、高島秀伍が最多勝利と最多奪三振を獲得して、投手部門は全タイトルをチームで独占した[182]。
- 3年ぶりに愛媛との対戦となったリーグチャンピオンシップは、勝利した3試合をすべて1点差（うち第2戦は逆転サヨナラ[183]）でしのぐ勝負強さを見せ、3勝1敗で6年ぶりの年間総合優勝を達成した[184]。
- 6年ぶりの出場で群馬ダイヤモンドペガサスとの初対決となったグランドチャンピオンシップは、4試合中3試合が2点差以内の接戦となったが勝ちきることができず（逆転負けが2、勝ち越しからの引き分けが1）、8年ぶりの優勝はならなかった[185][186][187]。
- シーズン終了後の12月12日、投手コーチの川崎憲次郎が今シーズン限りで退団することが発表された[188]。その他の指導陣は12月14日に留任が公表された[189]。

### 2019年（15年目）
- 4月に4年ぶりとなるJABA四国大会に参加したが、前回同様0勝3敗（うち1試合は延長タイブレークで敗戦）に終わり、初勝利を挙げることはできなかった[190]。
- 前期は出遅れ、初勝利は開幕5試合目だった[191]。4月25日には勝率5割まで戻すが[192]、そのあと5連敗を喫して後退[193]、愛媛と3位を争う形となる。最後の高知とのダブルヘッダーに連勝して3位を確保した[194]。監督の西田は、チャンスでの決定力不足や既存選手のパフォーマンスが不十分であったことなどに苦戦の原因があるとコメントしている[195][196]。
- 北米遠征に参加した内野手の妹尾克哉が、7月から8月まで、遠征で対戦したカナディアン・アメリカン・リーグのロックランド・ボールダーズに派遣された[197]。
- 後期は8月8日の時点で9勝4敗1分と好調なスタートで首位に立ったが[198]、そのあと5連敗を喫して首位を愛媛に譲る[199]。その原因について監督の西田は投手陣の疲労を挙げ、ソフトバンク三軍戦で9回に4点を失い逆転負けした試合は痛かったと記している[200][201]。愛媛と僅差の争いとなり、残り4試合で優勝マジック「3」が点灯するも[202]、次の最後の愛媛戦に完敗[203]。残り3試合負けなしで逆転優勝だったが[203]、2試合目の高知戦に敗れて愛媛の優勝が決まり、2位に終わった[204]。個人タイトルは、又吉亮文が最多セーブを獲得した[205]。
- 公式戦終了後の9月30日、西田の今シーズン限りでの監督退任、ならびにゼネラルマネージャー兼総監督への松中信彦（元・福岡ソフトバンクホークス）の就任が発表された[206][207]。
- 10月17日のNPBドラフト会議で、畝章真が広島東洋カープから育成選手枠3巡目で指名を受け[208]、チームからは3年ぶりの指名者となった。
- 10月31日、西田の退任会見と松中のGM兼総監督就任会見が開かれ、松中は2020年シーズンは監督も兼務するとされた[209]。コーチ2名は2020年も留任することが11月1日に発表された[210]。

### 2020年（16年目）
- 3月25日に野手コーチの近藤智勝の監督就任が発表される[211]。アイランドリーグに選手として入団し、NPBを経ずに監督となったのは初めてである[211][212][注釈 9]。これにより、松中は総監督専任となることが確定した。四国新聞の報道では、松中はスケジュールの都合で練習に立ち会うことが十分できないため、球団との協議の結果、監督権限は委譲してチーム編成や若い選手への指導に注力することとなった[213]。
- 無観客で開幕後、7月10日からリーグの方針に沿って有観客に移行したが、香川県内での新型コロナウイルス感染者増加に伴い、7月中の試合を再度無観客とすることを7月22日に発表した[214]。なお、有観客移行の7月10日から無観客復帰発表までの主催試合はすべて雨天中止となっている[215]。初の有観客主催試合は8月3日の対高知戦（レクザム）となった[216]。
- 9月4日、今シーズン加入の歳内宏明（元・阪神タイガース）を東京ヤクルトスワローズが獲得すると発表[217]。元NPB選手が当球団在籍中にNPBに復帰するのは歳内が初となる。
- 10月1日、松中GM兼総監督が契約満了となる前日付で退任したと複数のメディアが報じる[218][219]。10月3日時点でリーグやチームのウェブサイトにはこの件に関する発表は掲載されておらず、チームウェブサイトにも松中の名前が残ったままになっていたが、10月3日付のリーグの「選手登録・練習生一覧」には、前回（9月30日付）には記載のあった松中の名前がなくなっており[220][221]、結果として総監督退任を認めた形になった。
- 公式戦は8月に2度の5連勝を記録し[222][223]、首位に立って8月20日時点では2位に2.5ゲーム差を付けていた[224]。しかしその後、5連敗を記録して後退[225]、9月に3連勝で首位に返り咲くも[226]、直後に6連敗を喫して陥落した[227]。終盤まで逆転優勝の可能性は残っていたが[228]、10月20日の高知とのダブルヘッダーに連敗して、3位が確定した[229]。監督の近藤は最終戦後のコメントで「今季は勝負強い攻撃ができなかったことで勝ちきれない試合が多かった」と述べた[230]。またシーズン終了後のインタビューでは「地力のあるチームではない。先取点を守り抜くという戦いが多くなった中で、これを継続できず、最終盤に崩れてしまったことが全てだ。」と述べている[231]。
- 12月21日、監督の近藤の留任、コーチの天野の退任、野手コーチとして当球団OBで元千葉ロッテマリーンズ選手の生山裕人の就任を、それぞれ発表した[232][233][234]。

### 2021年（17年目）
- 1月4日、選手兼任の投手コーチとして元東京ヤクルトスワローズの近藤一樹の入団並びに就任を発表[235]。なお、リーグで選手兼任の指導者が就任するのは2008年以来13年ぶりとなる。
- このシーズンよりユニフォームをエスエスケイ製に変更し、側面に黄色が入るデザインとなる[236][237]。
- 前期は開幕から3連勝でスタートし[238]、5月後半には5連勝を挙げる[239]。この時期は高知と首位を争ったが[240]、6月9日の高知とのダブルヘッダーに1勝1分で優勝マジック「6」が点灯[241]、そのまま首位を譲らずに6月19日の対徳島戦に勝って、3年ぶりとなる前期優勝を達成した[242][243]。背景として、打力と積極的な走塁（前期優勝時点で盗塁はリーグ最多）による高い攻撃力が挙げられている[243]。
- 後期は序盤は順調で7月28日時点では高知と同率首位につけていたが[244]、直後に5連敗[245]、さらに8月下旬にも5連敗を喫し[246]、優勝した高知から大きく引き離された。終盤に打線が復調して5連勝を記録、勝率5割の2位となった[247]。後期の戦績について監督の近藤はシーズン終了後に「前期優勝から知らず知らずのうちに自分たちの力を過信し、後期は緩みがあった。まさかあそこまで落ちると思わなかった。ただ、苦戦がチームの奮起につながったとも言える。」と評している[248]。なお、ソフトバンク三軍との交流戦1試合は代替日程が確保できず、中止となった[249]。個人タイトルは、近藤壱来が最多勝（高知の山崎勝也と同数）を獲得した[250]。
- 高知と11年ぶりの対戦となったリーグチャンピオンシップは、投手戦となった初戦に1対0のサヨナラ勝ちを収め[251]、第2戦は打線が得点を重ねて8対4で勝利し、3年ぶりのリーグ年間優勝を達成した[252][253]。
- シーズン終了後の11月17日、野手コーチの生山が今シーズンの契約期間満了で退団することが発表された[254]。一方、監督の近藤智勝と選手兼任投手コーチの近藤一樹については12月13日に留任が発表された[255]。

### 2022年（18年目）
- 1月17日、1月末をもって球団社長の三野環が退任し、2月より三野が社外取締役に、これまで共同代表（会長）だった和泉亨が会長兼社長に、それぞれ就任することを発表[256]。
- このシーズンよりユニホームのデザインを変更し、香川県地図のシルエットを折り込んだ迷彩柄となる[257]。
- 3月24日、過去に編成部長を務めていた吉田一郎が打撃コーチに就任すると発表[258]。
- 前期は4月に5連敗を喫して首位から離される[259]。高知に優勝マジックが点灯した5月後半になって調子が上向き[260]、終盤は5連勝を記録して勝率5割を超える2位で終了した[261]。
- 後期は中盤までは徳島と首位を争い、8月25日終了の時点では1ゲーム差の2位だった[262]。しかし以後の11試合を1勝8敗2分と大きく負け越し[7]、9月11日の愛媛戦に敗れて後期優勝が消滅[263]、連覇はならなかった。監督の近藤はシーズン終了後、前年の主力選手が抜けて「（選手に）力がなかった」、また後期終盤の失速については、「愛媛がぐっと力をつけてきたところで対戦が多くなり、連敗につながった部分はある」と述べ、「非常に悔しい終わり方」と総括した[264]。個人タイトルは、押川魁人が最多盗塁、近藤壱来が最多奪三振をそれぞれ獲得した[265]。
- シーズン終了後の11月4日、打撃コーチの吉田が今期の契約満了をもって退任すると発表した[266]。12月27日に監督の近藤智勝の留任、選手兼任投手コーチの近藤一樹の退団と、後任の投手コーチとして岡本克道の就任をそれぞれ発表した[267][268][269]。岡本は14年ぶりの香川復帰となる。

### 2023年（19年目）
- 5月1日に、社外取締役の三野環（元球団社長）が3月31日付けで退任していたことを発表した[270]。
- 前期は4月22日に勝率5割で首位愛媛と1ゲーム差の2位に付けたが[271]、以後は振るわず6月4日に前期最下位が確定した[272]。前期の最下位は球団史上初めてで、優勝した徳島に大きく負け越したことが要因となった[273]。前期はチーム打率・防御率ともにリーグ最下位だった[274]。
- 後期開幕前の6月23日に、それまで会長の和泉亨が兼任していた球団社長に福山敦士が就任（ただし代表者は引き続き会長単独となった和泉である）[275]。
- 後期は7月8日の時点で勝率5割だったが[276]、それ以降は負けが先行し[277][278][279]、最終的に10勝にも届かない成績（7勝23敗4分）で前期に続いて最下位に終わった[280]。前後期とも最下位となるのは、2シーズン制開始後初となる[281]。個人タイトルは、河合幸輝が最多勝利を獲得した[282]。監督の近藤はシーズン終了後の取材に対して、前年退団した主力選手を補う戦力の不足や投手の負傷者が相次いだ点を低迷の主因として挙げ、自滅する試合も増えて後期には負け癖がついていたと総括した[281]。来シーズンに向けては投手陣の整備や勝負強い選手の育成が課題と述べた[281]。
- 11月6日、球団代表に慶應義塾高等学校野球部前監督の上田誠が就任したと発表した[283]。
- 11月13日、チームのシーズン報告会と同日に監督の近藤の退任と、後任として投手コーチの岡本の昇格が発表される[284]。

### 2024年（20年目）
- 3月1日に今シーズンのコーチ陣が発表され、ヘッドコーチには球団代表の上田が、またコーチには鎌倉学園中学校で監督経験のある澤村俊輔と、元トヨタ自動車硬式野球部選手の沓掛祥和が、それぞれ就任した[285]。また、同日のオープン戦で今シーズンから変更となったユニフォームが公開された[286]。
- 4月初めに5年ぶりとなるJABA四国大会に参加し、今回も予選敗退だったものの、ミキハウス硬式野球部から参加以来初となる勝利を挙げた[287]。
- 前期は4月終了時点で勝率5割だったが[288]、5月に6連敗と5連敗を記録して大きく後退[289][290]、球団ワーストとなる3期連続の最下位（4位）に終わった[291]。打率・本塁打・盗塁・防御率・失点・得点など多くの指標でリーグワーストだった[292]。後期開幕前の6月27日に、コーチの沓掛の退任が発表された[293]。
- 後期もチーム状況は好転せず、6連敗と11連敗をそれぞれ記録した[294][295]。これらも含めて後期も7勝25敗2分の4位に沈み、チームワーストの4期連続最下位となった[296]。2016年以来6年ぶりに個人タイトル獲得者が出ず[297]、加えてベストナイン選出者もいなかった[298]。両方の該当者がなかったのはチーム発足以来初めてとなる[注釈 10]。監督の岡本はシーズン終了後の取材に、低迷の背景として、個々の選手の技術は他球団に劣っていなかったが率先してチームをまとめる選手がいなかったことと、5月頃に打撃コーチが不在になった影響を挙げた[299]。11月3日に岡本の退任が発表された[300]。
- 12月10日に、来シーズンの監督として元オリックス・ブルーウェーブコーチの熊野輝光の就任を発表した[301]。熊野は香川県出身者として初の監督となる[302]。
- 12月16日に球団運営会社経営陣の同日付での変更を発表し、球団代表の上田誠が代表取締役社長に就任するとともに、従来代表取締役会長だった和泉亨が代表権のない会長に、社長だった福山敦士が役職の付かない取締役にそれぞれ変更となった[303][304]。球団代表には、上田の前任である前田恭典が復帰した[304]。

### 2025年（21年目）
- 1月21日にヘッドコーチの上田とコーチの澤村の退任を発表[305]。上田は前月の発表通り球団社長に就任しており、澤村も取締役としてフロント入りする[305][306]。1月23日に、投手コーチに元高知選手で同球団コーチも務めた相原雅也、野手コーチに選手の大西龍聖が兼任で就任することを発表した[307]。
- 前期は、4月下旬には勝率5割未満ながら首位となったこともあったが[308]、その後前期最終戦に勝利するまで20連敗（引分け含む）を喫し[309][注釈 11]、5期連続の最下位に終わった[310]。防御率7点台で2桁失点を14試合も記録した投手陣に加え、野手もエラーや走塁ミスを重ね、監督の熊野は「開幕前に想定していたことが何一つできなかった。考えが甘かったと痛感させられた」「勝利への執念が見られなかった」と振り返った[310]。

## 経営
2022年時点でリーグに所属する球団のうち、分社化以降経営する企業が唯一変わっていない。ただし、経営主体は当初の東交バスから、2022年時点では株式会社サクセス（電気通信業）に移っている。
2006年
チーム分社後、2007年からはリーグの経営補填金を実質的に受けない完全な独立採算となった。
2007年度
売上はリーグトップの1億1700万円、収支は約2900万円の赤字ながら前年より4100万円の改善と報じられた。観客動員はホーム45試合で7万1634名（平均1592人）で2006年の4万5145人から大幅増となった。
2008年度
発表なし。同年度の観客動員数は5万9367人（平均1484人）。
この時期の動員について、当時球団社長を務めていた小崎貴紀は（リーグCOOとなっていた）2015年のインタビューで、広告宣伝費を投じて観客を集めたが採算には合わなかったと述べている。
2009年度
10月30日のリーグ首脳の記者会見で、売上1億0500万円に対して収支は4100万円の赤字の見込みとされた。観客動員数は4万5182人。2011年2月24日のリーグ首脳による記者会見では、2009年度の収支は4800万円の赤字、2010年度の収支は前年より2000万円改善（2800万円の赤字）となる見込であることが公表された。2010年の観客動員数はホーム44試合で4万2131人（平均958人）。
2011年度
2012年2月29日の会見では、2011年の収支は約1億50万円の収入に対して約1870万円の赤字となることが明らかにされた。観客動員数は26961人（平均826人）であった。
2012年度
収入は微増ながらグランドチャンピオンシップ出場に伴う経費増で、前年より90万円悪化の1960万円の赤字であった。観客動員は1試合平均920人で前年より11%増加した。
2014年度
2015年2月25日に発表された2014年度の収支見込は約9309万円の収入に対して約2440万円の赤字で、前年より380万円改善したが、リーグ4球団では2013年に続いて最も赤字額が大きくなった。
かつてはリーグトップだった収入も1億円を割って第3位になった。観客動員は1試合平均818人で前年（821人）より微減となった。
2015年度
2016年3月31日に発表された2015年度の収支決算は、NPB入団選手の移籍金、指名選手の育成料などの寄与による増収（前年比21%増）とシーズン短縮に伴う経費削減が功を奏し、発足から10年で初めて2000万円の黒字を計上した。観客動員は1試合平均575人で前年より243人減少した。
2016年度
2017年2月20日に発表された2016年度の収支決算は、大口スポンサー収入や指名選手育成料などが減少したことで収入が前年比65%にとどまり、経費削減（前年比85%）もあったが560万円の赤字となった。観客動員は1試合平均558人で前年より17人減少した。
2017年度
2018年3月27日に発表された2017年度の収支決算は、収入は前年より増えたが支出がそれ以上に増加したほか、独立会社となって以来の債務免除を利益として計上したことに伴う納税により、前年度に続いて1250万円の赤字となった。観客動員は1試合平均701人で前年より143人増加した。
2018年度
球団社長によると、6年ぶりにリーグ優勝を果たしたが、観客動員は気候の影響等で伸び悩んだ。観客動員は1試合平均611人だった。収入の80%がスポンサー収入で、試合単位での購入もあると述べている。2019年3月に発表された収支は経常ベースで308万円の赤字と前年から改善した。
2019年度
2020年4月に発表された決算では、収入は前年より減少したものの、経費の削減（人件費等）によって4年ぶりの黒字決算となった。観客動員は、土日の試合の雨天順延が複数起きた影響で1試合平均で前年より100人以上の減となる494人だった。
2021年度
2022年3月31日に発表された経営報告では、717万円の経常黒字を計上し、3期連続の黒字決算となっている。球団によるとスポンサー収入は微減だったが各種補助金を得たことで増収となった。
2022年度
2023年4月10日に発表された経営報告では59万円の経常黒字を計上し、黒字決算は4期連続となった。報道によると減収（大口スポンサー収入など）を試合開催時のキッチンカーとりやめなどの経費削減でカバーした結果という。観客動員は1試合平均157人に落ち込んだ。
2023年度
2024年4月12日に発表された経営報告では、115万円の経常損失を計上し、5期ぶりの赤字決算となった。球団側によると、収入は増加した一方で事務所移転費や地域貢献活動（イベント開催）費が想定よりも増加したという。1試合平均観客動員は187人と、前年よりは増えたものの、リーグ4球団では最少となっている。
2023年に球団社長に就任した福山敦士は2024年1月に発表されたWEBメディアでのインタビューで、球団社長就任後に毎月現金が数百万円単位で出ていき、運営会社に資金がなかったため、個人口座から支払ったと述べている。
社長在任当時の福山は、自身の起業家ノウハウを活用したマーケティング支援事業を興し、集めた資金を球団運営事業に投資するとともに将来はIPOもおこなう考えを持っていると報じられた。2023年9月にはビジネススキルを教える「ガイナーズ大学」というオンライン講座を開設した。福山は、選手のセカンドキャリアも視野に入れて、今後教育事業と職業紹介事業を確立させるとした。こうした施策の背景には、観客数の減少などで経営環境が悪化している中で、寄付を募る「お願い型」ではなく「費用対効果を明確にしたビジネスモデルの構築が必要」という判断からだと福山は述べていた。
2024年度
2025年4月18日に発表された経営報告では、248万円の赤字を計上し、2年連続での赤字決算となった。赤字の理由について球団側は、スポンサー増で収入は増えた一方、人件費の増加や練習施設への投資により経費がそれを上回ったとしている。

## マスコット
チームのマスコットキャラクターは、オリーブの木の精霊をイメージしており、マスコットキャラクターとしては珍しく、目が露出しないデザインである。登場当時は「ガイな奴」と呼ばれていた。その後「ガイナくん」という名称が公式となり、球団ウェブページに明記されている。ホームゲームでは着ぐるみも登場する。
2017年、女性ファン層を増やすことを目的とした新たな応援キャラクターが公募され、高校生のデザインによる4匹の猫をモチーフとした「ガイにゃーズ」が7月21日に発表された。

## 応援

### 応援歌
球団公認応援曲の『未来のステージへ〜 Power Of Guyners 〜』は、香川県内で活動する2人組音楽ユニット「HOUSE」による作詞作曲。夢を目指す若者へのエールが、アップテンポなリズムに乗せて歌われている。この曲はHOUSEが自主的に作った曲を球団側が公認し、タイトルは曲の完成後に公募で選ばれたものである。
これとは別に、私設応援団（後述）メンバーの作詞・作曲による応援歌『勇者の雄叫び』がある。ホームゲームでは7回裏の攻撃前にこのメロディーが演奏（私設応援団の吹奏。ナイターは下記の鳴り物規制との関係から場内放送となる場合がある）されており、公認に近い扱いを受けている。

### 応援団
応援をリードするのは私設応援団「ガイナマイツ」。ファンサイトの掲示板で有志が集まり、2005年に発足した。2005年当時は最終戦に約70人の団員が来場していた。2018年時点での団員は8人で、応援のリードや鳴り物の演奏をおこなっている。
このほか、ガイナマイツの他に香川県職員有志応援団もあり、団旗にはガイナーズのロゴのほか、片隅に香川県のマーク「か」が描かれている。

### 応援スタイル
ヒッティングマーチおよびメガホンを叩くもの。
なお香川県営野球場では近隣住民への配慮からチーム発足当時は午後6時以降の鳴り物を使用した応援が禁止されており、2007年のシーズンまでホームゲームで太鼓やトランペットが使われることは少なかった。2008年より、土曜日曜の試合に限って午後8時まで鳴り物の使用が認められ、制限が緩和された。しかし、2009年のシーズンからは周辺環境への配慮から笛（ホイッスル・ファウルの時は除く）やメガホンを使用した応援は午後9時までに自粛されている。
ホームゲームでは7回裏の「勇者の雄叫び」演奏後に観客席からジェット風船を飛ばすことが恒例となっている。2009年のシーズンは新型インフルエンザの流行に伴い、2009年5月22日以降はジェット風船の使用を自粛した。その後新型インフルエンザが収束したことから、2010年のホーム開幕戦より使用が復活している。

### 公式イメージガール
2012年後期から2015年まで公式イメージガール「ハニーオリーブ」が存在した。
球団は、2012年の前期終了後にハニーオリーブを公募で結成することを発表。
8月5日にメンバー5人が発表され、シーズン終了まで試合やイベントで活動をおこなった。
2013年はシーズン開幕前の公募で7人が選ばれている（うち2人は前年度メンバー）。
結成年よりWeb投票による「グランプリ」が実施され、2013年は岩瀬香奈がグランプリに選ばれた。
2015年のシーズンをもって活動を終了した。
元SKE48メンバーの高畑結希（香川県出身）は、SKE48加入前の2013年・2014年にハニーオリーブとして活動していた。

## スタッフ・選手
- 選手・指導者については香川オリーブガイナーズの選手一覧を参照。

### スタッフ
トレーナー
佐藤一騎
2015年から2018年までのトレーナー只川宏は、2019年に千葉ロッテマリーンズのトレーナーとなった。

## その他
- 2009年4月、高松市牟礼町原にある道の駅源平の里むれに過去の在籍選手の使用した用具・ユニホームや優勝フラッグ・カップを展示したミニミュージアムがオープンした[357][358]。その後の状況については不明。

- 2010年9月より、中学3年生の野球部員に硬式野球の指導をおこなう「ガイナーズベースボールアカデミー」を2011年3月まで実施した。これは県の高校野球のレベルアップが目的で、8月19日に最初のトライアウトがおこなわれ、9月に28人の入団者が決まった。監督には7月までガイナーズに所属していた深沢和帆が就任[359]。シーズン終了後には、同じく2010年限りで退団した近藤智勝と上ノ下健がコーチに加わっている。このほか、元読売ジャイアンツの石毛博史が特別アドバイザーを務めた。2011年度も2010年同様に実施されたが、監督が石毛博史に交代し、深沢は投手コーチとなることが開始前の7月22日に発表された[360]。2012年度は、元ガイナーズコーチの天野浩一が監督を務めた。ガイナーズによるアカデミーはこの年度で休止状態となり、2013年度は天野が個人的に引き継ぐ形で「AKGA天野野球塾」として活動したが、2014年3月で活動を終了している[361]。